# Expertensystem
Ein Expertensystem (XPS oder auch ES) ist ein Computerprogramm, das Menschen bei der Lösung komplexerer Probleme wie ein Experte unterstützen kann, indem es Handlungsempfehlungen aus einer Wissensbasis ableitet. Über sogenannte Wenn-dann-Beziehungen kann menschliches Wissen (Zusammenhänge in der Welt) für Computer verständlich dargestellt werden (Wissensbasis). Ein Expertensystem enthält die Funktionalität, um die Wissensbasis zu erstellen und zu verbessern (Wissenserwerbskomponente), zu verarbeiten (Problemlösungskomponente) und dem Nutzer verständlich zu machen (Erklärungskomponente). Expertensysteme sind ein Teilbereich der künstlichen Intelligenz. Beispiele sind Systeme zur Unterstützung medizinischer Diagnosen oder zur Analyse wissenschaftlicher Daten. Die ersten Arbeiten an entsprechender Software erfolgten in den 1960er Jahren. Seit den 1980er Jahren werden Expertensysteme auch kommerziell eingesetzt.

## Entwicklungsgeschichte
Das Aufkommen von Expertensystemen ging mit dem Scheitern eines anderen Forschungsziels der Künstlichen Intelligenz einher, das häufig mit dem Stichwort General Problem Solver bezeichnet wird. Hatte man zunächst versucht, mittels allgemeiner Problemlösungsansätze zu einem System zu gelangen, das unabhängig vom jeweiligen Problembereich Lösungen generieren sollte, so fand man bald heraus, dass ein solcher General Problem Solver nicht zu realisieren war und bei zahlreichen Fragestellungen nur dürftige Ergebnisse erzielte. Gerade für Fragestellungen in speziellen Anwendungsdomänen war eine größere Wissensbasis für die Generierung von Lösungen notwendig. Expertensysteme sind Systeme, die auf einer derartigen, meist von Experten gepflegten Wissensbasis basieren. Dabei reproduzieren sie jedoch keineswegs lediglich den Inhalt der Wissensbasis, sondern sind in der Lage, auf ihrer Grundlage zu weiteren Schlussfolgerungen zu gelangen. Die Güte eines Expertensystems lässt sich daran messen, in welchem Maße das System überhaupt zu Schlussfolgerungen in der Lage ist und wie fehlerfrei es dabei vorgeht.

## Realisierungsprinzip
Sowohl zur Repräsentation des Wissens als auch zum Ziehen von Schlussfolgerungen können sehr unterschiedliche Modelle zum Einsatz kommen:
- Fallbasierte Systeme gehen von einer Falldatenbasis aus, welche konkrete Problemstellungen in ihrem Kontext inklusive einer vorgenommenen Lösung beschreiben. Das System versucht zu einem gegebenen Fall einen vergleichbaren, möglichst ähnlichen Fall in seiner Falldatenbasis aufzufinden und dessen Lösung auf den aktuellen Fall zu übertragen. Das Konzept der Ähnlichkeit von Fällen stellt gerade das Schlüsselproblem solcher Systeme dar. Typisches Beispiel für einen Fall ist ein Patient mit seinen Krankheitssymptomen und den diagnostischen Messergebnissen. Die gesuchte Lösung wäre hier eine korrekte Diagnose.
- Regelbasierte Systeme bzw. Business Rule Management Systeme (BRMS) basieren nicht auf konkreten Fallbeschreibungen, sondern auf Regeln der Art "Wenn A, dann B". Im Gegensatz zu Fällen stellen solche Regeln eher allgemeine Gesetze dar, aus welchen Schlussfolgerungen für konkrete Situationen gezogen werden sollen. Regeln bzw. Business-Rules müssen meist direkt von menschlichen Experten in das System eingepflegt werden.
- Ein weiterer Ansatz, der insbesondere bei Klassifizierungsproblemen eingesetzt werden kann, besteht in Systemen, die mittels Entscheidungsbäumen eigenständig zu Lernprozessen in der Lage sind. Dabei handelt es sich um eine Form des induktiven Lernens auf der Basis einer Beispielmenge. Ein Beispiel kann etwa aus einer Reihe von Attributen (eines Objektes, z. B. eines Patienten) und deren konkreten Ausprägungen bestehen. Bei der Verarbeitung solcher Beispiele durchläuft das System einen Pfad (siehe auch Suchbaum): Die einzelnen Attribute sind dabei Knoten, die von ihnen ausgehenden möglichen Ausprägungen Kanten. Das System folgt jeweils derjenigen Kante, die im vorliegenden Beispiel zutrifft, setzt diesen Prozess Attribut für Attribut fort und gelangt schließlich zu einem Endknoten (Blatt). Dieser gibt schließlich die Klasse an, welcher das beschriebene Objekt zuzuordnen ist. Beim Aufbau von Entscheidungsbäumen ist das Ziel, mit möglichst kleinen Bäumen zu möglichst guten Klassifizierungsergebnissen zu gelangen. Die Schwierigkeit besteht hier in der Auswahl der Attribute.

## Wissensbasis
In einem Expertensystem oder wissensbasierten System ist die Wissensbasis (engl. knowledge base) der Bereich des Systems, der das Fachwissen in einer beliebigen Repräsentationsform enthält. Ergänzt wird die Wissensbasis durch eine Inferenzmaschine, also eine Software, mit der auf der Wissensbasis operiert werden kann.

## Anwendung
Ein Bedarf an Expertensystem-Unterstützung besteht überall dort, wo Experten fehlen oder wegen der Problemkomplexität und der Fülle des anfallenden Datenmaterials die Verarbeitungskapazität menschlicher Experten überfordert ist. Der Anwendungseffekt von Expertensystemen ist der Problemkomplexität und dem Niveaugefälle zwischen einem Experten und dem eigentlichen Nutzer proportional. Dieser Niveauunterschied ist umso gravierender, je komplexer und diffuser der Problembereich ist. Letzteres ist wiederum stärker, je inhomogener das bereichsrelevante Wissen strukturiert ist und je weniger der Bereich formal durchdrungen, sondern von empirischem Wissen beherrscht ist.

### Aufgabenklassen und bekannte Expertensysteme
Typische Aufgabenklassen für Expertensysteme sind (in Klammern die Namen einiger realisierter Expertensysteme):
Dateninterpretation
Analyse von Daten mit dem Ziel einer Zuordnung zu Objekten oder Erscheinungen, insbesondere Signalverstehen.
Beispiele: Erkennung akustischer Sprache (HEARSAY), Identifizierung chemischer Strukturen anhand von Massenspektrometerdaten (DENDRAL), geologische Erkundung (PROSPECTOR), Proteinstrukturbestimmung aus Röntgendaten, Erdölbohrung, militärische Aufklärung, U-Boot-Ortung (SEPS, STAMMER).
Überwachung
Interpretation von Daten mit Aktionsauslösung in Abhängigkeit vom Ergebnis.
Beispiele: Produktionssicherung, Überwachung von Patienten in der "eisernen Lunge" (VM), Überwachung eines Kernreaktors (REACTOR).
Diagnose
Interpretation von Daten mit starker Erklärungskomponente.
Beispiele: vielfältig in der Medizin, zum Beispiel bei bakteriellen Infektionen (MYCIN), Rheumatologie, innere Medizin (INTERNIST), Pflanzenkrankheiten; außerdem zur Bestimmung und Lokalisation von Fehlern in technischen Systemen.
Therapie
Aktionen zur Korrektur fehlerhafter Systemzustände und Beseitigung der Ursachen (oftmals mit Diagnose gekoppelt).
Beispiele: siehe Diagnose, Fehlerdiagnose im Autogetriebe (DEX), Fehlerortung und Wartung bei Telefonnetzen (ACE), automatische Entwöhnung von Beatmungspatienten in der Intensivmedizin (SmartCare/PS), Arzneimitteltherapiesicherheit (CPOE, CDS).
Planung
Erzeugen und Bewerten von Aktionsfolgen zur Erreichung von Zielzuständen:
Beispiele: Versuchsplanung molekulargenetischer Experimente (MOLGEN), chemische Synthese (SECS), Finanzplanung (ROME), Produktionsplanung (ISIS), Steuerung des Flugbetriebs auf Flugzeugträgern (CAT), Handlungen autonomer Roboter (NOAH), beispielsweise Marsroboter.
Entwurf
Beschreibung von Strukturen, die vorgegebenen Anforderungen genügen.
Beispiele: unter anderem für Schaltkreisentwurf (SYN, DAA), Computerkonfiguration (R1/XCON), chemische Verbindungen (SYNCHEM), Konfiguration von Betriebssystemen bei Siemensrechnern (SICONFEX).
Prognose
Vorhersage und Bewertung erreichbarer Zustände zeitvarianter Systeme.
Beispiele: Beurteilung von Erdbebenauswirkungen (SPERIL), Erdbebenvorhersage, Hochwasservoraussage, Umweltentwicklung (ORBI).

## Nachteile in der Anwendung
Expertensysteme können für die Lösung eines Problems kontraproduktiv werden, wenn Anwender sich ohne intelligente Betreuung komplett auf sie verlassen oder keine konstante intelligente Suche nach Alternativlösungen betrieben wird. Weil jedes Expertensystem nur über einen begrenzten Datenumfang verfügt, werden ihm meistens nur Daten aus der direkten Umgebung des Problems eingespeist. Dadurch entsteht die Gefahr, wichtige grundlegende Veränderungen zu verpassen, nur konservative Lösungen oder Erklärungen zu bieten. Das Expertensystem kann nicht die vorgegebenen Parameter, das komplette System in Frage stellen (siehe Closed world assumption). Erfindungen, Innovationen o. Ä. erfordern eine kreative Kombination des Problems mit anderem – etwa fachfremdem – Wissen (z. B.: dass ein Schokoriegel unbemerkt in einen Benzintank rutscht, ist kein dem Expertensystem Tankstelle programmierbarer Wert, weshalb dieser Fall nicht denkbar ist).
Wenn Expertensysteme automatisiert werden, können in manchen Einsatzbereichen verheerende Auswirkungen drohen, etwa bei nicht intelligent betreuten, automatisierten militärischen Handlungen.
Es gibt den verbreiteten Standpunkt, dass der Schwarze Montag 1987 durch die Eigendynamik vieler sehr ähnlich reagierender Computer Trader mitverursacht oder verstärkt wurde.

## Systeme
- CLIPS: Softwarewerkzeug zur Erstellung von Expertensystemen.
- JESS: Regelsystem für die Java-Plattform - Nachfolger und Erweiterung des CLIPS Regelsystems.
- Prolog: eine Logik-Programmiersprache mit der Expertensysteme programmiert werden können.